# Jon Polito
Jon Raymond Polito (Philadelphia, 1950. december 29. – Duarte, 2016. szeptember 1.)  amerikai színész.

## Élete és filmes pályafutása
Philadelphiában született, a Villanova University egyetemen tanult, majd New York színházi életének tagja lett, 1977-ben kapta meg első szerepét, az Amerikai bölény című darabban. Színészként összesen öt alkalommal dolgozott együtt a Coen testvérekkel; fontos főszerepet kapott, mint Johnny Caspar olasz gengszter az 1990-es A halál keresztútján című filmjükben. Ezt követte még a Hollywoodi lidércnyomás (1991), A nagy ugrás (1994), A nagy Lebowski (1998) és Az ember, aki ott se volt (2001). További ismertebb filmjei közé tartozik A holló (1994), az Amerikai gengszter (2007) és a Gengszterosztag (2013). A Gyilkos utcák című bűnügyi sorozat első két évadában (1993-94) Steve Crosetti nyomozót alakította. Színészként több mint száz filmben, valamint számos televíziós sorozatban feltűnt. Pályafutása alatt olyan színészekkel dolgozott együtt, mint Marlon Brando, Faye Dunaway, James Gandolfini és Albert Finney, emellett szerepelt Clint Eastwood és Tim Burton rendezéseiben is.
1990-ben színházi szerepléseiért Obie-díjat nyert, 2005-ben a Cinequest Film Festival Maverick Spirit Event Award elnevezésű díját kapta meg addigi filmes és televíziós pályafutásának méltányolásaként. 2012-ben a Hollywood Reel Independent Film Festival-on díjazták legjobb színész rövidfilmben-kategóriában.

## Magánélete és halála
A színész nyíltan beszélt homoszexualitásáról, 2000 óta élt házasságban Darryl Armbruster amerikai színésszel.
2008-ban diagnosztizálták melanómával, egy műtét után fertőzést kapott, állapotát ízületi gyulladás is súlyosbította. 2016. augusztus 28-án kómába esett, 2016. szeptember 1-jén hunyt el.
John McNaughton, a Gyilkos utcák rendezője a halálhírre reagálva a következőket írta Facebook-oldalán: „Jon született színész volt és mélységesen hiányozni fog megszámlálhatatlan barátjának, rajongójának, családtagjainak és természetesen Darryl Armbrusternek, aki hosszú ideje a partnere volt és akinek részvétemet küldöm. Nyugodj békében, öreg cimbora!”

## Válogatott filmográfia

### Film
| Év   | Magyar cím                                 | Eredeti cím                              | Szerep                                | Magyar hang      |
| ---- | ------------------------------------------ | ---------------------------------------- | ------------------------------------- | ---------------- |
| 1985 | Az ügynök halála                           | Death of a Salesman                      | Howard                                | Juhász Jácint    |
| 1986 | Hegylakó                                   | Highlander                               | Walter Bedsoe nyomozó                 | Cs. Németh Lajos |
| 1986 | Hegylakó                                   | Highlander                               | Walter Bedsoe nyomozó                 | Pálfai Péter     |
| 1987 | Alkalom szüli az orvost                    | Critical Condition                       | Kline                                 | Csankó Zoltán    |
| 1987 | Alkalom szüli az orvost                    | Critical Condition                       | Kline                                 | Kiss Gábor       |
| 1988 | A hallgatag bunyós                         | Homeboy                                  | Moe Fingers                           | Csikos Gábor     |
| 1988 | A hallgatag bunyós                         | Homeboy                                  | Moe Fingers                           | Németh Gábor     |
| 1990 | A halál keresztútján                       | Miller's Crossing                        | Johnny Caspar                         | Kránitz Lajos    |
| 1990 | Az újonc                                   | The Freshman                             | Chuck Greenwald ügynök                | Várkonyi András  |
| 1991 | Hollywoodi lidércnyomás                    | Barton Fink                              | Lou Breeze                            | Gruber Hugó      |
| 1991 | Hollywoodi lidércnyomás                    | Barton Fink                              | Lou Breeze                            | Kapácsy Miklós   |
| 1991 | Hollywoodi lidércnyomás                    | Barton Fink                              | Lou Breeze                            | Cs. Németh Lajos |
| 1991 | Rocketeer                                  | The Rocketeer                            | Otis Bigelow                          | Kránitz Lajos    |
| 1992 | A suttyó család Amerikában                 | Flodder in Amerika!                      | Larry Rosenbaum                       |                  |
| 1994 | A holló                                    | The Crow                                 | Gideon                                | Szalai Imre      |
| 1994 | A nagy ugrás                               | The Hudsucker Proxy                      | Mr. Bumstead                          | Simon György     |
| 1994 | A nagy ugrás                               | The Hudsucker Proxy                      | Mr. Bumstead                          | Bácskai János    |
| 1994 | Szupermanus                                | Blankman                                 | Michael Minelli                       | Melis Gábor      |
| 1995 | Idegen tűz                                 | The Invaders                             | metró forgalomirányítás főparancsnoka | Gesztesi Károly  |
| 1995 | Kutyavilág                                 | Fluke                                    | főnök                                 | Kránitz Lajos    |
| 1995 | Kutyavilág                                 | Fluke                                    | főnök                                 | Bolla Róbert     |
| 1995 | Mintamókus                                 | Bushwhacked                              | Palmer ügynök                         | Hollósi Frigyes  |
| 1996 | Úton hazafelé 2.                           | Homeward Bound II: Lost in San Francisco | Ashcan (hangja)                       |                  |
| 1997 | Invázió                                    | Invasion                                 | Kemper nyomozó                        | Kránitz Lajos    |
| 1998 | A nagy Lebowski                            | The Big Lebowski                         | DaFino magánnyomozó                   | Harmath Imre     |
| 1998 | Született szerelmesek                      | Music from Another Room                  | Lorenzo Palmieri                      |                  |
| 1998 | Talos, a múmia                             | Tale of the Mummy                        | Parsons                               |                  |
| 1999 | Főbérlő: a halál                           | The Apartment Complex                    | Dr. Caligari                          | Orosz István     |
| 1999 | Stuart Little, kisegér                     | Stuart Little                            | Sherman nyomozó                       | Hollósi Frigyes  |
| 2000 | Rocky és Bakacsin kalandjai                | The Adventures of Rocky & Bullwinkle     | Schoentell                            | Csuha Lajos      |
| 2001 | Az agyfürkész totál kész (Szerepcserebere) | The Shrink Is In                         | Bob bíró                              | Kardos Gábor     |
| 2001 | Az ember, aki ott se volt                  | The Man Who Wasn't There                 | Creighton Tolliver                    | Uri István       |
| 2001 | Mimic 2. – A második Júdás-faj             | Mimic 2                                  | Morrie Deaver                         |                  |
| 2001 | A panamai szabó                            | The Tailor of Panama                     | Ramón Rudd                            | Kránitz Lajos    |
| 2003 | Az éneklő detektív                         | The Singing Detective                    | gengszter                             | Pálfai Péter     |
| 2003 | Flört a fellegekben                        | View from the Top                        | Roy Roby                              | Albert Péter     |
| 2004 | Az utolsó jelenet                          | The Last Shot                            | Wally Kamin                           |                  |
| 2005 | Kölcsön család visszajár (Az álcsalád)     | Family Plan                              | Gold                                  | Láng József      |
| 2005 | Kölcsön család visszajár (Az álcsalád)     | Family Plan                              | Gold                                  | Gruber Hugó      |
| 2005 | Féktelen balfékek                          | The Honeymooners                         | Kirby                                 | Szersén Gyula    |
| 2006 | Alibi – Ha hiszed, ha nem                  | The Alibi                                | Jimmy, a fotós                        | nem szólal meg   |
| 2006 | A dicsőség zászlaja                        | Flags of Our Fathers                     | Kerületi elnök                        | Várday Zoltán    |
| 2006 | Fedőneve: Pipő                             | Happily N'Ever After                     | Farkas (hangja)                       | Papp János       |
| 2006 | Rosszbarátok                               | Big Nothing                              | Hymes ügynök                          | Forgács Gábor    |
| 2006 | Süthetjük                                  | Grilled                                  | Leon Waterman                         | Kajtár Róbert    |
| 2007 | Amerikai gengszter                         | American Gangster                        | Rossi                                 | Uri István       |
| 2007 | A Vadmacska-klub                           | Cougar Club                              | Mr. Archibald                         | Uri István       |
| 2008 | Hotelszoba, letolt gatya                   | Bart Got a Room                          | Bob                                   | Várday Zoltán    |
| 2009 | Az önjelölt nyomozónő                      | Citizen Jane                             | Romer nyomozó                         | Cs. Németh Lajos |
| 2011 | Batman – A kezdet kezdete                  | Batman: Year One                         | Gillian B. Loeb rendőrfőnök (hangja)  | Csurka László    |
| 2013 | Gengszterosztag                            | Gangster Squad                           | Dragna                                | Barbinek Péter   |
| 2014 | Nagy szemek                                | Big Eyes                                 | Enrico Banducci                       | Forgács Gábor    |

### Videójátékok
| Év   | Cím                       | Szinkronszerep                        |
| ---- | ------------------------- | ------------------------------------- |
| 1999 | Lands of Lore III         | Dark Army ork / Elliott / Viscosa     |
| 2007 | Dead Head Fred            | Ulysses S. Pitt                       |
| 2013 | Batman: Arkham Origins    | G.C.P.D. megbízott / Gillian B. Loeb' |
| 2016 | Batman: Arkham Underworld | Carmine Falcone                       |

## Fordítás
Ez a szócikk részben vagy egészben  a   Jon Polito című angol Wikipédia-szócikk ezen változatának fordításán alapul.  Az eredeti cikk szerkesztőit annak laptörténete sorolja fel. Ez a jelzés csupán a megfogalmazás eredetét és a szerzői jogokat jelzi, nem szolgál a cikkben szereplő információk forrásmegjelöléseként.